# Schloss Neuburg (Baden)

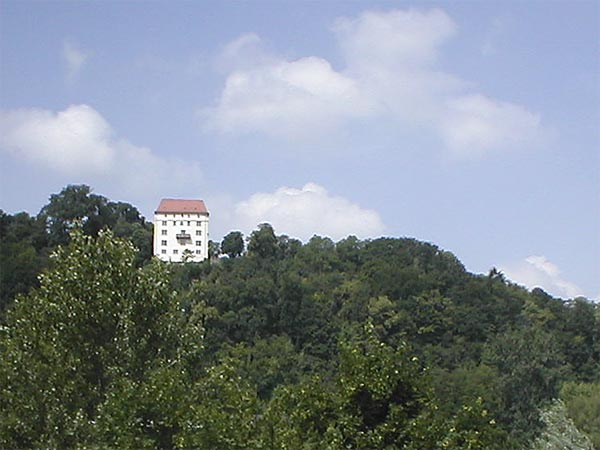
Schloss Neuburg

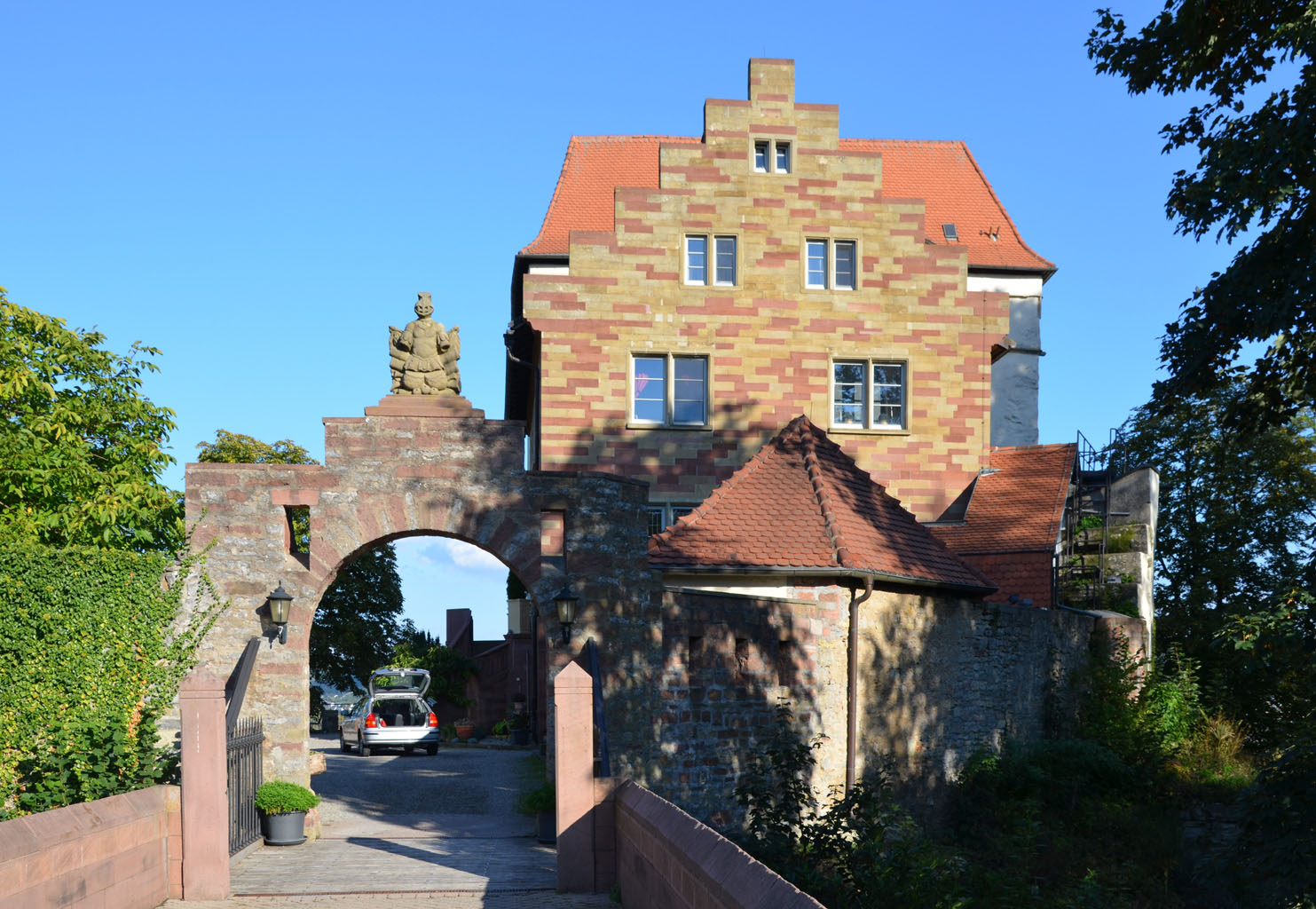
Zugang von der Bergseite aus

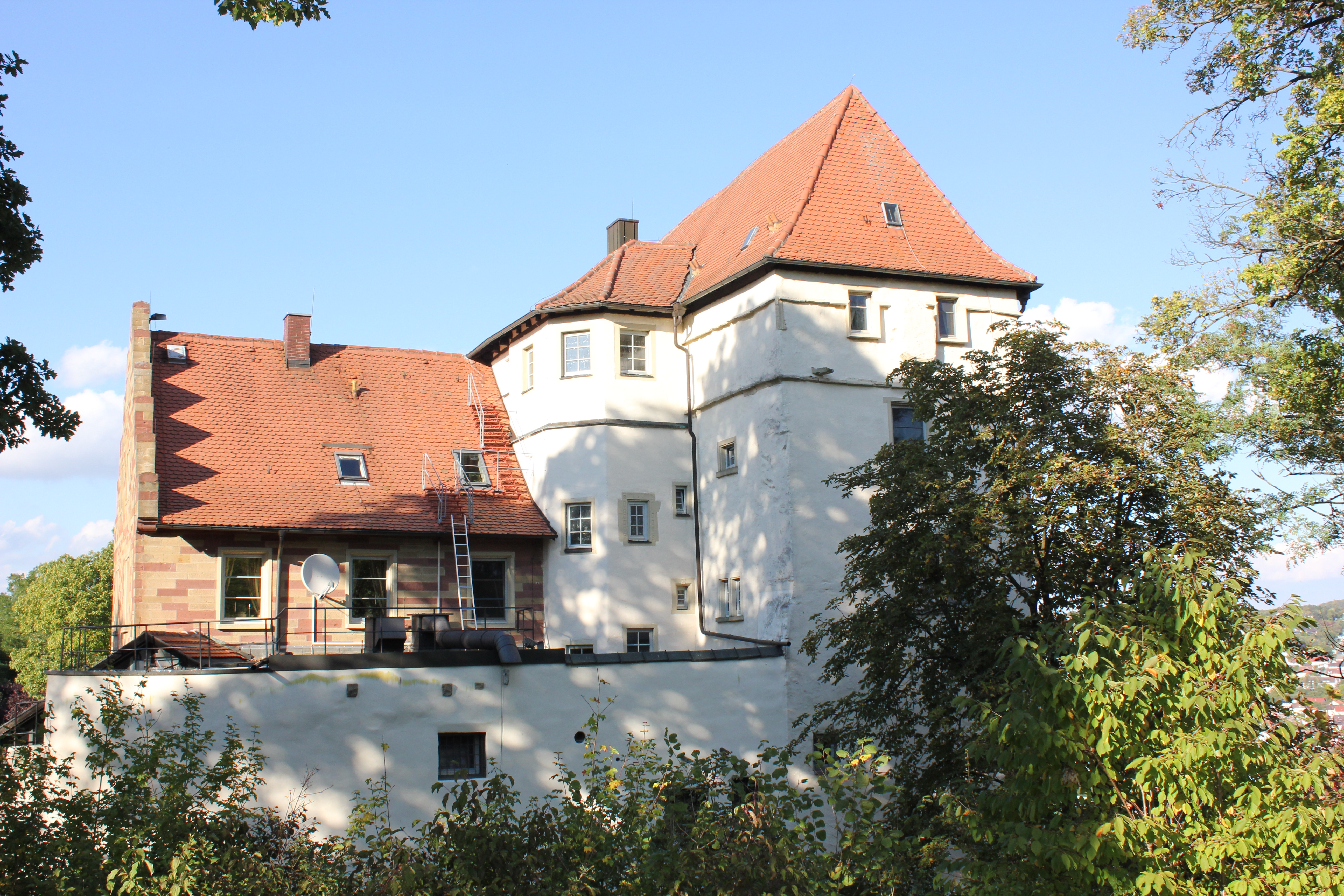
Schloss Neuburg, von der Südseite her gesehen

Schloss Neuburg ist ein bei Obrigheim (Baden) auf einer Anhöhe über dem Neckar gelegenes Schloss.

## Geschichte
Die Burganlage wurde wahrscheinlich zwischen 1338 und 1345 nach der Aufgabe der 500 m südlich gelegenen Burg Landsehr errichtet. Zum Zeitpunkt ihrer Ersterwähnung als „Neuburg“ 1384 befand sich die Anlage im Besitz des Berthold Vetzer von Obrigheim. Im Jahre 1401 verkaufte Vetzer die Burg an König Ruprecht von der Pfalz, der die Anlage 1405 an die Witwe des Markgrafen von Baden, Mechthild von Sponheim, verpfändete. Um 1413 von Pfalzgraf Otto I. von Mosbach wieder ausgelöst, wurde die Burg ab 1424 durch die Mosbacher Pfalzgrafen bzw. die Pfalzgrafen bei Rhein wiederholt an verdiente pfälzische Vasallenfamilien zu Lehen vergeben: ab 1424 an die von Wittstatt, genannt von Hagenbach, ab 1468 an die von Massenbach, ab 1482 an die Sinolt von Rheinheim, und ab 1505 an die Herren von Rossau. Während des Dreißigjährigen Krieges wurde die Anlage von der bayrischen Regierung an den Kanzler Georg Friedrich von Isselbach vergeben, der das Lehen 1648 wieder verlor. Danach befand sich die Neuburg im Besitz der Familie Cloos und später der Familie Mezger. Die Lehensmänner der Neuburg erhielten zuletzt auch den quasi gegenüberliegenden Schreckhof bei Diedesheim als weiteres Lehen und diente ihnen als Wohnsitz. Dieser war beim Tod von Joseph Franz Xaver von Mezger 1747 heruntergewirtschaftet und von der Hofkammer eingezogen und als Erbbestand parzelliert wurde. 1759 wurde schließlich auch Schloss Neuburg einem Obrigheimer Landwirt und dessen Erben als Erbbestandsgut überlassen.
Im Jahre 1845 erwarb Graf Karl Wenzeslaus von Leiningen-Billigheim die Anlage und ließ sie anschließend zu einem Schloss im Stil der Burgenromantik umbauen. In der ersten Hälfte des 20. Jahrhunderts stand die Anlage häufig leer und wurde während des Dritten Reichs u. a. als Kreisschulungsburg der NSDAP genutzt. Seit 1959 dient das Schloss als Hotel und Restaurant.

## Der falsche Name „Hohinrot“
In der älteren Literatur taucht häufig das Synonym Burg Hohinrot für Schloss Neuburg auf, ohne dass die Anlage je diesen Namen getragen hätte. Erstmals erscheint der Name bei Johann Goswin Widder in dessen Versuch einer vollständigen geographisch-historischen Beschreibung der Kurfürstl. Pfalz am Rheine von 1786. Widder nennt darin die Nuweburg zu Oberkeim, sonst Hohinrot genannt. Diese Gleichsetzung beruht vermutlich auf einem Lesefehler in alten Urkunden, da bereits bei der Lehensbestätigung von 1424 ein Waldstück, das haderholtz geleget im Hohenrode erwähnt wird, das Zugehör zur Burg war und in weiteren Urkunden des 15. und 16. Jahrhunderts immer wieder im Zusammenhang mit der Burg erwähnt wird. Tatsächlich wird die Erhebung hinter Schloss Neuburg heute noch als die Hohe Rot bezeichnet und es ist keine Erwähnung dieses Namens vor 1424 bekannt, während die Burg schon 1384 als Neuburg erscheint. Fatalerweise hat der Graf von Leiningen bei der Renovierung 1845 an der Freitreppe des Anbaus an den Wohnturm eine wohl von Widder beeinflusste Inschrift anbringen lassen, die besagt, dass die Burg erst Hohinrot und dann Neuburg geheißen hätte. Über die Angaben bei Widder und diese Inschrift hat sich der irrtümliche Burgname lange Zeit weiter verbreitet.